# 高知大学
高知大学（こうち だいがく、英語: Kochi University）は、高知県高知市曙町二丁目5番1号に本部を置く日本の国立大学。1922年創立、1949年大学設置。略称は高大。

## 概観

### 大学全体
高知大学は、1922年（大正11年）設立の旧制高知高等学校などを母体として、1949年（昭和24年）に新制大学として成立した。現在では、6学部・1研究科（連合農学研究科を除く）・1プログラムを擁する大学になっている。
学部生：4,965名、大学院生：494名（連合農学研究科を除く）、計5,454名。2020年（令和2年）5月時点。

### 特徴
- メインキャンパスの朝倉キャンパスは高知市街から西に5kmほどの位置にあるがJR四国土讃線、とさでん交通伊野線２路線の駅が大学付近設置され、市街中心部からのアクセスが良い。また市街東に設置された岡豊（医学部）キャンパス、物部（農学部）キャンパスがそれぞれ朝倉キャンパスから20km程度離れるがいずれも公共交通で1時間程度で行き来が可能である。
- 地域の特性上、高知県出身者が25％程に留まり、全国各地から入学者が集まる。北海道東北地方出身者こそ全学生の1％ほどであるが、関東、中部、九州沖縄地方出身者がそれぞれ全学生の5-10%程度を占め広い地域から入学生を集めている。
- 農林海洋科学部は1949年（昭和24年）の新制大学発足時に設置された農学部（農学科、農業工学科）を2016年に改組し設置された。戦前、高知県内には農林系高等教育機関は存在していなかったが、高知青年師範学校が農・林・水産の3実業学校教員を養成していた。これを母体に農林高等教育機関となろうとしていた一方で、四国総合大学構想で高知に農学部が構想されていた。結果、農学部設置のための運動が行われ、教官確保など京都大学農学部の全面支援で新制高知大学の農学部となった経緯がある。後に林学、農芸化学、水産学を増設し農林海洋科学部となった。
- 理工学部は旧制高知高等学校に端を発する理学部を改組し2017年に設置された。工学部に一般に設置される機械、電気電子、土木、建築などの学問領域は設置されず現在も基礎科学系（理学部系）カリキュラムが組まれている。
- 人文社会科学部は2016年に人文学部を改組し設置された。旧社会経済学科（2015年度入学生まで）を引き継ぎ現在も経済学の学位を授与するコースが設置されている。また学術、文学の学位を授与するコースも設置されている。

## 沿革

### 年表
- 1922年（大正11年） - 旧制高知高等学校設立
- 1943年（昭和18年） - 高知師範学校設立
- 1944年（昭和19年） - 高知青年師範学校設立
- 1949年（昭和24年） - 旧制高知高等学校・高知師範学校・高知青年師範学校を母体として、新制高知大学が発足。文理学部・教育学部・農学部を設置
- 1976年（昭和51年） - 高知医科大学設立（なお、事務局は1978年まで高知大学内に置かれた）
- 1977年（昭和52年） - 文理学部を人文学部・理学部に改組
- 2003年（平成15年） - 高知大学と高知医科大学が統合
- 2004年（平成16年） - 法改正により国立大学法人へ移行
- 2015年（平成27年）4月1日 - 地域協働学部を設置[2]
- 2016年（平成28年）4月1日 - 人文学部を人文社会科学部に、農学部を農林海洋科学部に改組
- 2017年（平成29年）4月1日 - 理学部を理工学部に改組

## 基礎データ

### 所在地
- 朝倉キャンパス（高知県高知市曙町二丁目5-1／5-3／朝倉本町二丁目17-47　北緯33度32分59.7秒 東経133度29分13.9秒）
人文社会科学部、教育学部、理工学部、地域協働学部、土佐さきがけプログラム
人文社会科学専攻、教育学専攻、理工学専攻、教職実践高度化専攻、応用自然科学専攻
学生会館、特別支援学校、次世代地域創造センターなど
最寄駅：朝倉駅（JR土讃線）、朝倉停留場（とさでん交通伊野線）。
- 岡豊キャンパス（高知県南国市岡豊町小蓮　北緯33度35分41.2秒 東経133度36分46.2秒）
医学部、医科学専攻、医学専攻の2年次以降
医学部附属病院、岡豊会館など
最寄駅：後免駅（JR土讃線・土佐くろしお鉄道ごめんなはり線）。
- 物部キャンパス（高知県南国市物部乙200　北緯33度33分7.5秒 東経133度40分38.6秒）
農林海洋科学部、農学専攻、黒潮圏総合科学専攻の2年次以降
海洋コア総合研究センター、暖地フィールドサイエンス教育研究センター、日章会館など
最寄駅：立田駅（土佐くろしお鉄道ごめんなはり線）。
- 小津キャンパス（附属学校園）（高知県高知市小津町10-13） 教育学部附属幼稚園・小学校・中学校

### 象徴
学章
2003年、高知大学と高知医科大学が統合した際に、一般公募により制定した。高知 (Kochi) のKと大学 (University) のUを組み合わせ、太平洋と若者の可能性などを青色を基調としたデザインで表現している。
学歌
（作詞：岡部剛機 作曲：町田育弥）
歌詞や楽譜は、高知大学公式サイト上に公開されている。

## 教育および研究

### 組織

#### 学部

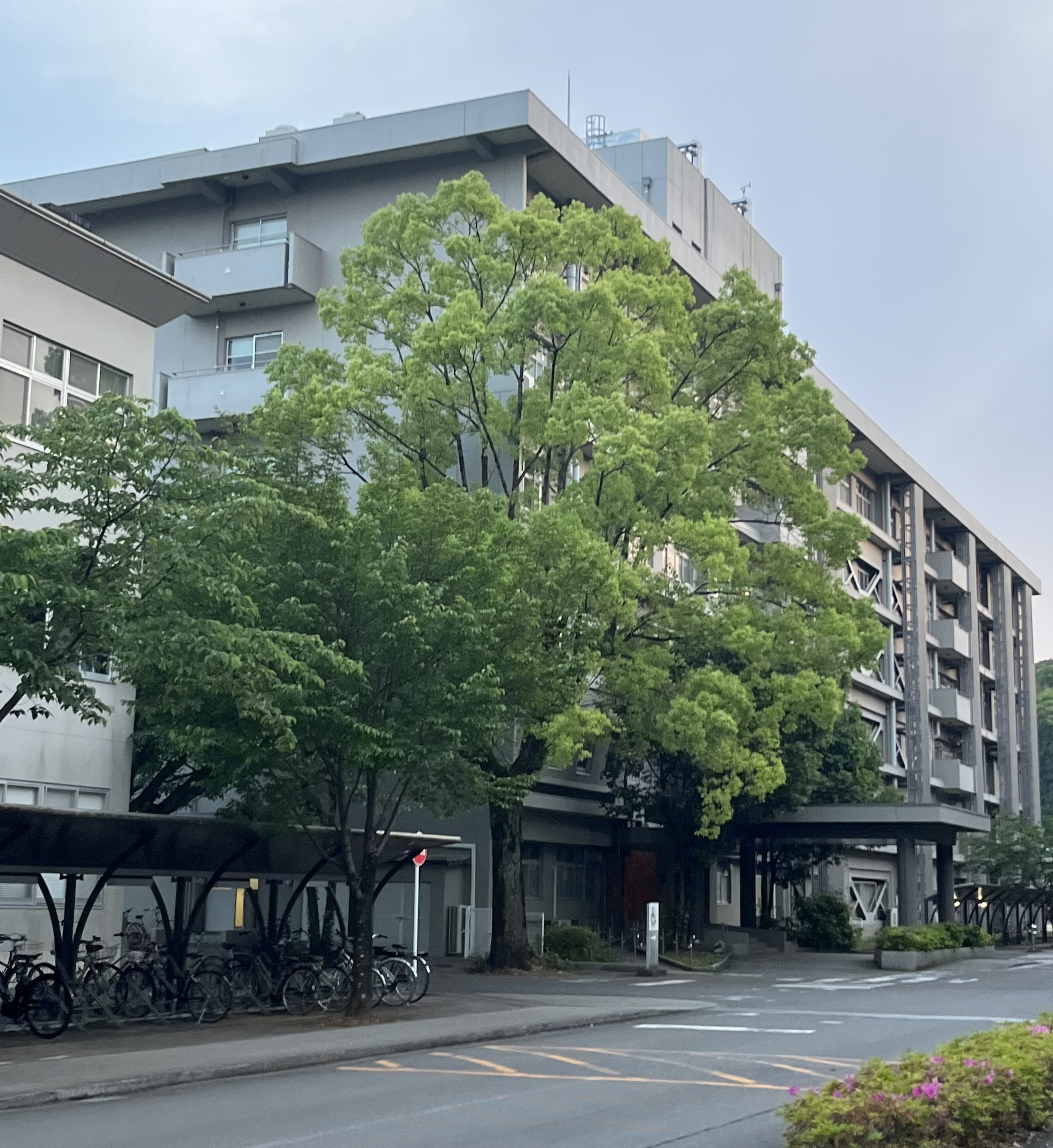
朝倉キャンパス理工学部２号館

- 地域協働学部（朝倉キャンパス）-2015年度（平成27年度）に設置
  - 地域協働学科[注釈 1]
学生は1年次から4年次まで、県内各地でフィールドワークを実施。地域コミュニティの再生、商店街の活性化、地場産品を生かした商品開発など、学生自らが企画を練り上げ、地域住民と協働して実行する。

- 人文社会科学部（朝倉キャンパス）-2016年度（平成28年度）に設置
  - 人文社会科学科[注釈 2]
    - 人文科学コース
哲学・思想プログラム、心理学プログラム、歴史・地理学プログラム、日本語・日本文学プログラム、英米文学プログラム
    - 国際社会コース
言語・コミュニケーションプログラム、総合文化プログラム、グローバル社会プログラム、ヨーロッパ地域プログラム、南北アメリカ地域プログラム、アジア・オセアニア地域プログラム
    - 社会科学コース
経済理論プログラム、経済政策プログラム、経営・会計プログラム、法律・政治プログラム

- 人文学部（朝倉キャンパス）-2016年度（平成28年度）に募集停止
1977年（昭和52年）に文理学部分離改組により設置（文学科、経済学科）された。1992年（平成4年）に文学科を改組して、人文学科を設置。1998年（平成10年）に全学科を再編して現在は3学科となっている。各学科にはコースが設置されている
  - 人間文化学科
    - 人間基礎論コース
    - 地域変動論コース
    - 言語表象論コース
    - 注：コースに分かれるのは2年次

  - 国際社会コミュニケーション学科
    - 分野プログラム
      - 言語・コミュニケーション研究プログラム
      - 総合文化研究プログラム
      - グローバル社会研究プログラム

    - 地域プログラム 
      - ヨーロッパ地域研究プログラム
      - 南北アメリカ地域研究プログラム
      - アジア・オセアニア地域研究プログラム

    - 注：2009年度（平成21年度）から国際コミュニケーションコースと国際社会交流論コースを廃止し、プログラム制を導入。プログラムとは科目群を意味する。

  - 社会経済学科
    - 総合地域政策コース
    - 経済企業情報コース
    - 注：コースに分かれるのは2年次の2学期

- 教育学部（朝倉キャンパス）
1949年（昭和24年）の新制大学発足に合わせ設置（小学校教員養成課程、中学校教員養成課程、総合科学課程）された。1964年（昭和39年）に養護学校教員養成課程、1965年（昭和40年）に教育学部特別教科（保健体育）教員養成課程、1967年（昭和42年）に教育学部特別教科（美術・工芸）教員養成課程を設置。1998年（平成10年）に全課程を改組し、学校教育教員養成課程、生涯教育課程を設置した。2015年度（平成27年度）には、学校教育教員養成課程に幼児教育コースを新設する一方、生涯教育課程の募集を停止[注釈 3]した。

- 学校教育教員養成課程
  - 国語教育コース
  - 社会科教育コース
  - 数学教育コース
  - 理科教育コース
  - 英語教育コース
  - 音楽教育コース
  - 美術教育コース
  - 保健体育教育コース
  - 技術教育コース
  - 家庭科教育コース
  - 教育科学コース
  - 特別支援教育コース
  - 科学技術教育コース：2014年度（平成26年度）設置
  - 幼児教育コース：2015年度（平成27年度）設置
  - 注：1年次の2学期からコースに分かれる

- 生涯教育課程：2014年度（平成26年度）入学生まで
  - 芸術文化コース
  - スポーツ科学コース
  - 生活環境コース

- 理学部（朝倉キャンパス）-2017年度（平成29年度）に募集停止
1977年（昭和52年）に文理学部分離改組により設置された。当初は数学科、物理学科、化学科、生物学科、地学科の5学科だったが1990年（平成2年）に情報科学科を設置して6学科となる。1998年（平成10年）、全学科を改組し、数理情報科学科、物質科学科、自然環境科学科を設置。各学科にはコースが設置された。2007年（平成19年）、理学科、応用理学科の2学科に改組。ただし、2007年度（平成19年度）以降の入学生に限っては、2年次でのコース分属と同時に学科分けを行うため、入学時には特定の学科には属していない。2017年度に理工学部に改組。
  - 理学科
    - 数学コース
    - 物理科学コース
    - 化学コース
    - 生物科学コース
    - 地球科学コース

  - 応用理学科
    - 情報科学コース
    - 応用化学コース
    - 海洋生命・分子工学コース
    - 災害科学コース

- 理工学部 - 2017年度（平成29年度）に設置

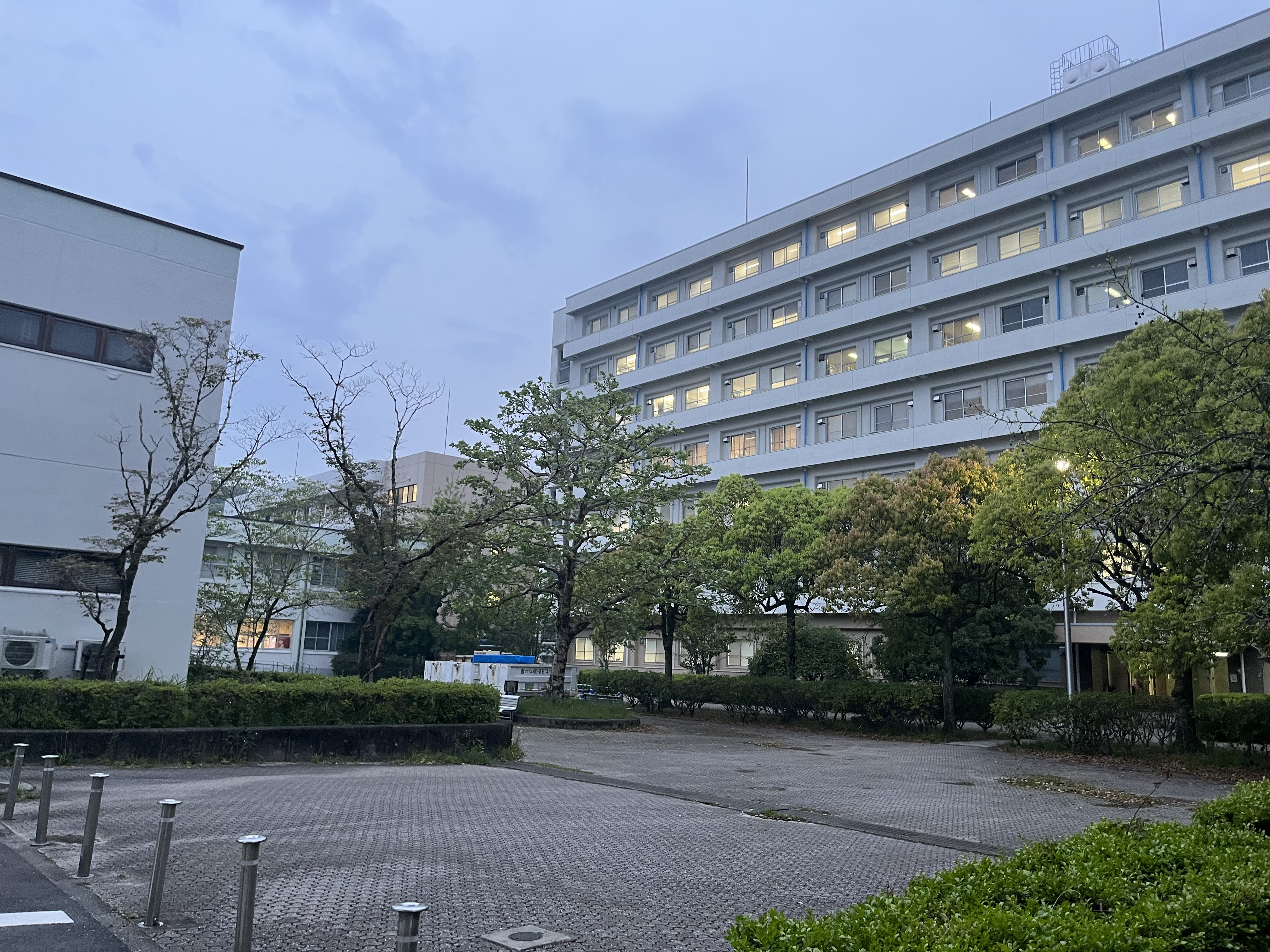
岡豊キャンパス

  - 数学物理学科
    - 数学コース
    - 物理科学コース

  - 情報科学科
  - 生物科学科
  - 化学生命理工学科
  - 地球環境防災学科

- 医学部（岡豊キャンパス）
2003年（平成15年）の大学統合により旧高知医科大学より編入。2学科を設置している。
  - 医学科[注釈 4]
  - 看護学科[注釈 5]

- 農林海洋科学部（物部キャンパス）- 2016年度（平成28年度）に設置
  - 農林資源環境科学科[注釈 6]
    - 暖地農学領域
      - 蔬菜園芸学・循環型農業生産／果樹園芸学／農業経営学、農業経済学／農山村社会学、環境人類学／植物育種学／花卉園芸学、 植物環境工学／作物栽培生理学、環境学／施設生産システム学／家畜繁殖学、家畜飼養学

    - 自然環境学領域
      - 節足動物の生態学／農業気象学／化学生態学、植物生理学／生物多様性管理学／植物資源機能科学

    - 森林科学領域
    - 生産環境管理学領域
      - 水環境工学／食料生産プロセス学／施設工学／地理情報科学／水資源工学／土地保全学／流域水工学

  - 農芸化学科[注釈 7]
  - 海洋資源科学科
    - 海洋生物生産学コース
    - 海底資源環境学コース
    - 海洋生命科学コース

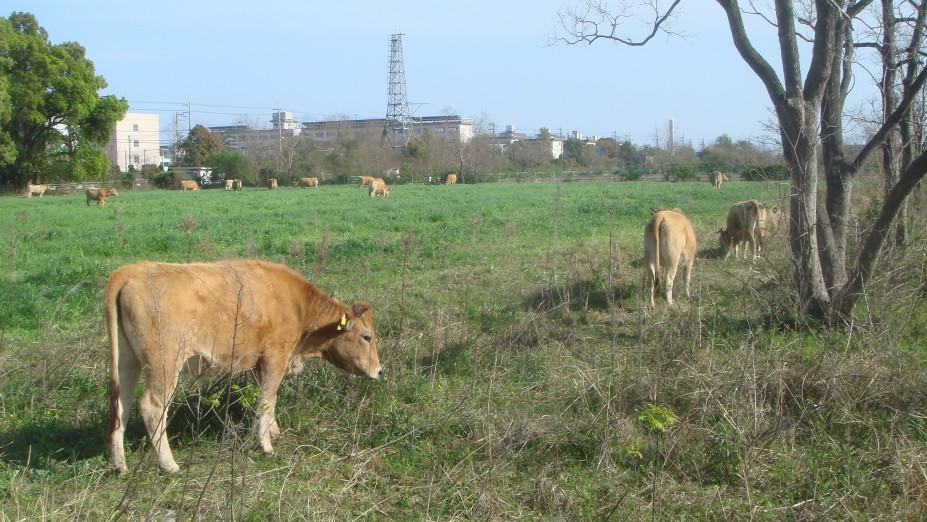
農林海洋科学部附属暖地フィールドサイエンス教育研究センター南国フィールド（農林海洋科学部附属農場）

- 農学部（物部キャンパス）- 2016年度に募集停止
  - 農学科
    - 暖地農学コース[注釈 8]
    - 海洋生物生産学コース[注釈 9]
    - 食料科学コース[注釈 10]
    - 生命化学コース[注釈 11]
    - 自然環境学コース[注釈 12]
    - 流域環境工学コース[注釈 13]
    - 森林科学コース[注釈 14]
    - 国際支援学コース[注釈 15]

- 土佐さきがけプログラム
従来の学部・学科から独立した、分野横断型の人材を育成する独自の教育プログラムで、2012年度（平成24年度）にグリーンサイエンス人材育成コース、国際人材育成コース、スポーツ人材育成コースでスタート。2013年度（平成25年度）には生命・環境人材育成コースを開設。2020年度入試から完全に募集停止となる。[5]
  - グリーンサイエンス人材育成コース（修士課程を含む6年一貫コース）
  - 国際人材育成コース
  - スポーツ人材育成コース｛副専攻。学生は人文学部、理学部、教育学部（生涯教育課程スポーツ科学コースを除く）に所属｝
  - 生命・環境人材育成コース

#### 研究科
- 総合人間自然科学研究科
2008年度（平成20年度）から、従来6研究科に分離していた組織を統合し、日本の国立大学として初めて文理統合型の大学院を開設した。
  - 人文社会科学専攻（修士課程）
    - 2014年度（平成26年度）入学生以降[注釈 16]
      - 人間科学研究コース
領域：人間学、地域文化、言語文化
      - グローバル社会研究コース
領域：言語コミュニケーション、比較社会文化
      - 社会科学研究コース
領域：法律政治、経済理論、経済政策、企業経営

    - 2013年度（平成25年度）入学生まで[注釈 17]
      - 地域・日本研究コース
領域：比較日本文化論、日本社会構造論
      - 国際交流研究コース
領域：異文化交流論、社会経済交流論
      - 人間学研究コース
領域：思想行動論、文化表象論

  - 教育学専攻[注釈 18]（修士課程）
    - 学校教育コース
      - 分野：教育学、心理学

    - 特別支援教育コース
      - 分野：特別支援教育

    - 授業実践コース
      - 分野：国語教育、社会科教育、数学教育、理科教育、音楽教育、美術教育、保健体育、技術教育、家政教育、英語教育、教育方法

  - 地域協働学専攻（修士課程）[6]
  - 理学専攻[注釈 18]（修士課程）
    - 理学コース
      - 分野：数学、物理科学、生物科学、地球科学

    - 応用理学コース
      - 分野：情報科学、応用化学、海洋生命・分子工学、災害科学

    - 連携分野
      - 海底資源科学[注釈 19]
      - 植物分類・地理学[注釈 20]

  - 医科学専攻（修士課程、医学部出身以外の学生が対象）
    - 医科学コース[注釈 21]
    - 情報医科学コース[注釈 22]
    - 環境保健学コース[注釈 23]：2013年度（平成25年度）設置

  - 看護学専攻[注釈 24]（修士課程）
    - 看護学コース

  - 農学専攻（修士課程）
  - 教職実践高度化専攻（専門職学位課程）
  - 応用自然科学専攻（博士課程）
    - 海洋科学コース[注釈 25]
    - 物質機能科学コース[注釈 26]

  - 医学専攻（4年制博士課程）
    - 生命科学コース[注釈 27]
    - 医療学コース[注釈 28]
    - 情報医療学コース[注釈 29]
    - 小児神経精神医学コース[注釈 30]2013年度（平成25年度）設置

  - 黒潮圏総合科学専攻（博士課程）
    - 共生科学コース[注釈 31]
    - 人間科学コース[注釈 32]

- 連合農学研究科[注釈 33]
1985年（昭和60年）、高知大学、香川大学及び愛媛大学の協力による愛媛大学大学院連合農学研究科（後期3年博士課程）として設置される。
  - 生物資源生産学専攻
    - 生物資源生産科学連合講座
植物生産学分野、施設生産学分野、動物生産学分野、農業経営学分野
    - 海洋深層水科学連携講座（高知県海洋深層水研究所との連携講座）

  - 生物資源利用学専攻
    - 生物資源利用科学連合講座
食糧科学分野、資源科学分野

  - 生物環境保全学専攻
    - 生物環境保全科学連合講座
土地管理学分野、生産環境学分野

なお、2007年度（平成19年度）以前は以下の6研究科が存在した。
- 人文社会科学研究科
1999年（平成11年）に設置された。
  - 人文社会科学専攻
- 教育学研究科
1996年（平成8年）に設置された。
  - 学校教育専攻
  - 教科教育専攻
- 理学研究科
1985年（昭和60年）に修士課程のみの研究科として設置。当初は数学専攻、物理学専攻、化学専攻、生物学専攻、地学専攻だったが、1994年（平成6年）に情報科学専攻を増設する。2002年（平成14年）に改組し、理学研究科博士課程を設置する。

前期課程
- 数理情報科学専攻
- 物質科学専攻
- 自然環境科学専攻

後期課程
- 応用理学専攻

- 医学系研究科
2003年（平成15年）の大学統合により旧高知医科大学より編入。

修士課程
- 医科学専攻
- 看護学専攻

博士課程
- 生命医学系専攻
- 神経科学系専攻
- 社会医学系専攻

- 農学研究科
1968年（昭和43年）に設置（暖地農学専攻、林学専攻、農芸化学専攻、農業工学専攻）。1969年（昭和44年）、栽培漁業学専攻増設。1996年（平成8年）に専攻の名称を変更して現在に至る。
  - 暖地農学専攻
  - 森林科学専攻
  - 栽培漁業学専攻
  - 生産環境工学専攻
  - 生物資源科学専攻
- 黒潮圏海洋科学研究科
2004年（平成16年）、高知大学初の独立研究科として発足。専攻ではなく講座を設置する。
  - 流域圏資源科学講座
  - 流域圏環境科学講座
  - 海洋健康医科学講座

#### 教育研究部
教員組織を掲載。系、部門などの構成は、2015年度（平成27年度）版の大学概要による。
- 人文社会科学系
  - 人文社会科学部門
  - 教育学部門
- 自然科学系
  - 理学部門
  - 農学部門
- 医療学系
  - 基礎医学部門
  - 連携医学部門
  - 臨床医学部門
  - 医学教育部門
  - 看護学部門
- 総合科学系
  - 黒潮圏科学部門
  - 地域協働教育学部門
  - 生命環境医学部門
  - 複合領域科学部門
- 研究拠点

#### 附属機関
- 全国共同利用・共同研究拠点
  - 海洋コア総合研究センター

- 学内共同教育研究施設
  - 大学教育創造センター
  - アドミッションセンター
  - 学生総合支援センター
  - 教師教育センター
  - 希望創発センター
  - 総合研究センター[注釈 34]
    - 海洋部門
    - 生命・機能物質部門

  - 次世代地域創造センター
    - 地域サステナビリティ部門
    - 地域イノベーション部門

  - 国際連携推進センター
    - 国際プロジェクト部門
    - 国際連携教育部門
- 学術基盤情報図書館[注釈 35]-蔵書は約74万冊、メディアホールを併設。
  - 中央館（朝倉キャンパス）-通称:メディアの森
  - 物部分館（物部キャンパス）
  - 医学部分館（岡豊キャンパス）
- 保健管理センター[注釈 36]
- 防災推進センター

##### 学部附属機関
- 教育学部
  - 高知大学教育学部附属幼稚園
  - 高知大学教育学部附属小学校
  - 高知大学教育学部附属中学校
  - 高知大学教育学部附属特別支援学校

- 理工学部
  - 附属高知地震観測所
  - 附属水熱科学実験所

- 医学部
  - 附属病院
  - 附属医学情報センター
  - 附属システム糖鎖生物学教育研究センター
  - 附属先端医療学推進センター
  - 附属光線医療センター

- 農林海洋科学部
  - 附属暖地フィールドサイエンス教育研究センター
    - 南国フィールド（附属農場）
    - 嶺北フィールド（附属演習林）

## 学生生活

### クラブ・サークル活動
スポーツ
- サッカー部は、2009年の第33回総理大臣杯準優勝などの戦績がある。
- 硬式野球部は、四国地区大学野球連盟に所属し、歴代3位となる通算11回のリーグ戦優勝回数を数える。

## 対外関係

### 希望創発センター
高知県を含む地方圏において深刻な少子高齢化や過疎などへの対応について、産学官連携で研究・教育を行うため開設。

### 国内・学術交流等協定校
- 放送大学学園と単位互換協定を結んでおり、放送大学で取得した単位を卒業に要する単位として認定することができるなど多様な学習の機会が提供されている[8]。

### 産官学連携協定
- 井上石灰工業（高知県南国市）[9]
- 旭食品（高知県南国市）[10]
- 農業・食品産業技術総合研究機構、高知県、高知工科大学、高知県立大学（情報技術を活用した次世代施設園芸・農業）[11]

### 大学発ベンチャー企業
- 一般社団法人高知医療再生機構（発足時は「有限責任中間法人高知予防医学ネットワーク」）

### 国際・学術交流等協定校
アメリカ合衆国
- カリフォルニア州立大学フレズノ校（カリフォルニア州）
- ロードアイランド大学

 カナダ
- ブリティッシュコロンビア大学（ブリティッシュコロンビア州）

 韓国
- 漢陽大学校
- 韓瑞大学
- 徳成女子大学
- ソウルスポーツ大学院大学校

 中国
- 上海交通大学（上海市）
- 上海海洋大学（上海市）
- 佳木斯大学（黒竜江省）
- 瀋陽薬科大学（遼寧省・瀋陽市）
- 中国海洋大学（山東省・青島市）
- 河南大学（河南省）
- 揚州大学（江蘇省）
- 江蘇工業学院（江蘇省）
- 天津師範大学（天津市）
- 陝西科技大学（陝西省）
- 安徽大学（安徽省）

 台湾（中華民国）
- 国立中山大学（高雄市鼓山区）
- 東海大学（台中市西屯区）

 マレーシア
- マレーシアプトラ大学

 タイ
- コンケン大学
- カセサート大学

 インドネシア
- ボゴール農科大学
- チェンデラワシ大学
- ウンタグスラバヤ大学
- ブラビジャヤ大学

 インド
- コーチン科学技術大学

 フィリピン
- ビコール大学
- フィリピン大学

 ベトナム
- ハノイ工科大学
- ハノイ科学大学
- ハノイ教育大学

 オーストラリア
- クイーンズランド大学

 スウェーデン
- イェーテボリ大学

 チェコ
- 南ボヘミア大学
- チェコ科学アカデミー・昆虫学研究所

 メキシコ
- 国立ポリテク工科大学・応用研究所・サルティジョ校
- サルティジョ工科大学

 チリ
- ノルテ・カトリカ大学

### 部局間学術交流等協定校・機関
韓国
- 釜山外国語大学校・日本語大学
- 白石大学
- 韓国地質資源研究院・石油海洋資源部

 中国
- 首都医科大学（北京市）
- 上海第二医科大学（上海市）
- 中南林学院（湖南省）

 フィリピン
- フィリピン農業省 漁業水産資源局・第2地域支所

 タイ
- 農林水産省・水産庁（タイ）

 インドネシア
- インドネシア科学技術省・技術評価応用庁
- ハルオレオ大学

 ボリビア
- ラ・パス大学

## 施設

### 学生寮
- 高知大学南溟寮 - 男子寮、朝倉キャンパス
- 高知大学かつら寮 - 女子寮、朝倉キャンパス
- 高知大学ときわ寮 - 女子寮、朝倉キャンパス
- 高知大学日章寮 - 男子寮、物部キャンパス